# 米庫林 (波隆涅區)
49°59′10″N 27°17′7″E / 49.98611°N 27.28528°E

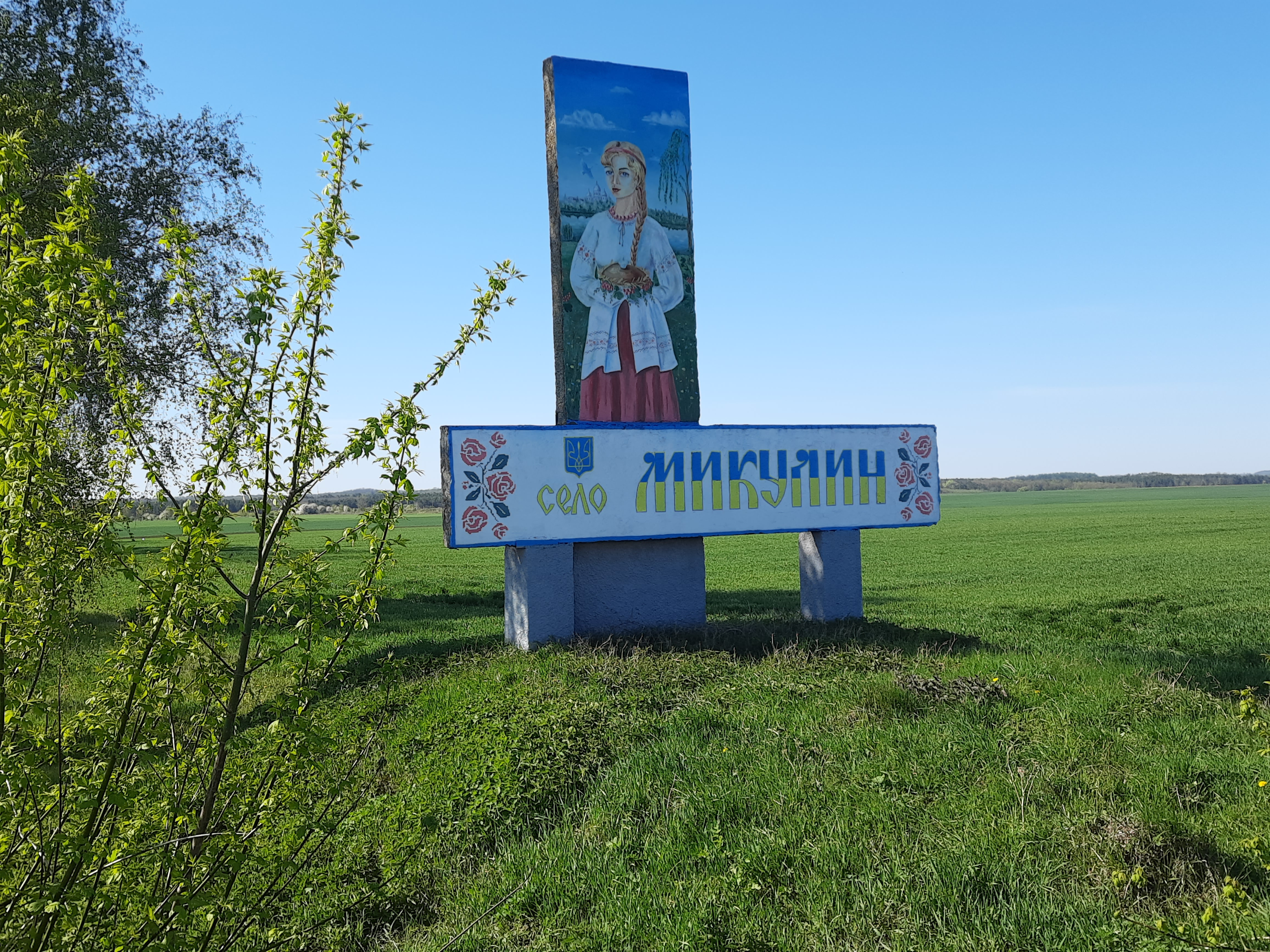
米库林村口石碑

米庫林（烏克蘭語：Микулин）是位於烏克蘭西部赫梅利尼茨基州裏舍佩蒂夫卡區的村莊，始建於1335年，面積1.89平方公里，海拔高度248米，2001年人口879，人口密度每平方公里465.1人。